# HD106832
HD106832 — подвійна зоря. 
Ця подвійна система має видиму зоряну величину в смузі V приблизно 9,0.
Вона розташована на відстані близько 698,4 світлових років від Сонця.

## Подвійна зоря
Головна зоря цієї системи належить до хімічно пекулярних зір й має спектральний клас A1.
Інша компонента має  спектральний клас A9.

## Пекулярний хімічний склад
HD106832 належить до ртутно-манганових зір й її зоряна атмосфера має підвищений вміст Hg та Mn.